# Flight West Airlines

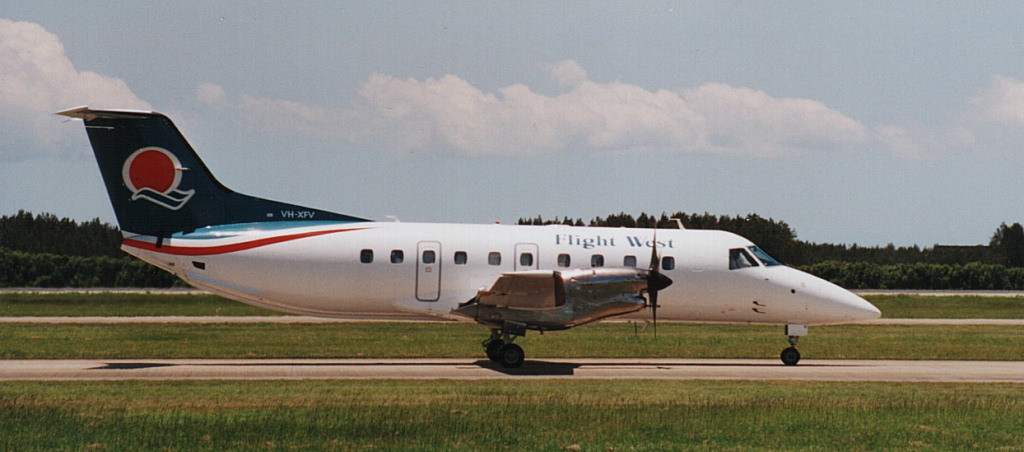
Flight West Embraer EMB-120 Brasilia VH-XFV en Brisbane Airport, Australia. Foto tomada por David Knudsen, Diciembre de 1999.

Flight West Airlines fue una aerolínea regional australiana con sede en Brisbane, Queensland. Establecida en mayo de 1987, operó predominantemente en Queensland. La aerolínea entró en liquidación voluntaria el 19 de junio de 2001 antes de ser vendida a Queensland Aviation Holdings, la compañía matriz de Alliance Airlines en abril de 2002. 

## Flota
- Bombardier Q Series
- Embraer EMB 110 Bandeirante
- Embraer EMB 120 Brasilia
- Handley Page Jetstream
- Fokker F28 Fellowship
- Fokker 100